# Kuarup, ou a Questão do Índio
Kuarup, ou a Questão do Índio é um espetáculo de dança brasileiro, idealizado pelo coreógrafo Decio Otero e dirigido por Marika Gidali, fundadores do Ballet Stagium. Foi inspirado no Quarup, o tradicional ritual fúnebre do Xingu.
Estreou em São Paulo, no Theatro Municipal, em 2 de julho de 1977, e foi apresentada mais de 400 vezes, em todo o território nacional em praças, colégios e estações de trem, na América Latina e na Europa. É considerado um marco na história da dança brasileira, por ter sido lançada em um período conturbado da política do país e por abordar de forma crítica a questão dos povos indígenas no contexto atual.
No espetáculo, foi utilizada trilha sonora colhidas nas regiões do Alto e Baixo Xingu.
Os figurinos dos bailarinos do espetáculo original de 1977 foram criados por Clodovil Hernandes.
Estreou novamente no Theatro Municipal de São Paulo em setembro de 2017, em parceria com a Secretaria Municipal de Cultura.